# Масштаб податку
Масштаб податку — фізична характеристика (величина) чи будь-який інший обраний законодавцем параметр виміру предмета податку для встановлення податкової бази.
Цей елемент юридичної конструкції податку не характеризує базу оподаткування, яка не завжди повністю збігається з предметом податку, а розкриває виключно необхідний для її визначення механізм. Як масштаб податку можуть бути обрані різноманітні параметри. Наприклад, вартість при визначенні бази оподаткування податку на додану вартість, акцизного податку; площа при визначенні бази оподаткування плати за землю.
На вибір конкретного масштабу податку насамперед впливають установлені в ході правозастосовчої практики традиції та звичаї. Не останнє місце при цьому посідає і зручність їх застосування. Цілком природним у зв'язку з цим є застосування різними країнами при обкладанні фактично одного і того ж самого предмета податком різних масштабів. Як яскраву ілюстрацію останнього факту в літературі з податкового права найчастіше наводять приклад з оподаткуванням власників транспортних засобів. У Франції та Італії масштабом цього податку законодавцем обрано потужність двигуна, в Бельгії та Нідерландах — вагу автомобіля, у ФРН — об'єм робочих циліндрів. В Україні при обкладанні збором за першу реєстрацію транспортного засобу застосовуються різні масштаби: об'єм циліндрів двигуна, потужність двигуна, довжина транспортного засобу.